# José Antonio Maravall
José Antonio Maravall Casesnoves (Játiva, 12 de junio de 1911-Madrid, 19 de diciembre de 1986) fue un historiador y ensayista español, figura central de la segunda mitad del siglo XX en la historia de las ideas.

## Trayectoria
Nació en Játiva el 12 de junio de 1911, donde su padre, ingeniero de profesión, había sido alcalde de Játiva y con posterioridad decidió el traslado de su familia a Madrid con el fin de dar la mejor formación universitaria posible, tanto a José Antonio como a sus hermanos Héctor y Darío Maravall. Estudió Filosofía y Letras y Derecho en la Universidad de Murcia, pero terminó esta última carrera y la de Ciencias Políticas y Económicas en la Universidad Central de Madrid, donde fue discípulo de José Ortega y Gasset. Fundó Nueva Revista junto con José Antonio Muñoz Rojas y Leopoldo Panero. En junio de 1931 fue nombrado delegado del Patronato de Misiones Pedagógicas. 
 En la guerra civil luchó en el bando franquista, con el grado de sargento de Artillería.
Su historiografía estudia los aspectos del pensamiento progresista español en obras como Las Comunidades de Castilla. Una primera revolución moderna (1963), El mundo social de "La Celestina" (1964), Antiguos y modernos. La idea de progreso en el desarrollo inicial de una sociedad (1966), o los cuatro tomos de artículos reunidos en sus Estudios de Historia del pensamiento español.
José Antonio Maravall fue profesor universitario en España y el extranjero. Catedrático en la Universidad de La Laguna y la Universidad Complutense de Madrid. Por la calidad humanística de sus estudios e investigaciones llegó a ser miembro de la Real Academia de la Historia y presidente de la Asociación Española de Ciencias Históricas. Asimismo fue doctor honoris causa por la Universidad de Toulouse. Dirigió durante muchos años la revista Cuadernos Hispanoamericanos.
Fue director del Colegio de España en París entre 1949 y 1954.
Se le considera uno de los introductores en España de la Historia de las ideas, y una de las máximas autoridades en el periodo del Antiguo Régimen. En 1987 recibió el Premio Nacional de Ensayo del Ministerio de Cultura. 
Su hijo, José María Maravall, fue ministro de Educación en el primer gobierno de Felipe González en 1982.

## Obras
- El humanismo de las armas en Don Quijote (1948)
- El concepto de España en la Edad Media (1954), reed., Centro de Estudios Políticos y Constitucionales, 1997. ISBN 978-84-259-0650-3
- La historia y el presente (1955)
- Teoría del saber histórico (1958), Madrid, Revista de Occidente; reed., Madrid, Biblioteca Nueva, 2008. ISBN 978-84-9742-717-3
- Ortega en nuestra situación (1959), Madrid, Cuadernos Taurus.
- Menéndez Pidal y la historia del pensamiento (1960)
- Velázquez y el espíritu de la modernidad (1960); reed. Madrid, Alianza Editorial, 1987; reed. Centro de Estudios Políticos y Constitucionales, 1999. ISBN 978-84-259-1084-5
- Carlos V y el pensamiento político del Renacimiento (1960); reed., Boletín Oficial del Estado, 1999. ISBN 978-84-340-1123-6
- Las Comunidades de Castilla. Una primera revolución moderna (1963); 3ª ed. ampliada, Madrid, Alianza editorial, 1979; reed., Ediciones Altaya, 1998. ISBN 978-84-487-0901-3
- El mundo social de "La Celestina" (1964), Gredos, 1986. ISBN 978-84-249-0268-1
- Antiguos y modernos. La idea de progreso en el desarrollo inicial de una sociedad (1966), Alianza Editorial, 1998. ISBN 978-84-206-2917-9.
- Estado Moderno y mentalidad social: siglos XV al XVII (1972), 2 vols., Madrid, Revista de Occidente.
- La oposición política bajo los Austrias (1972), Barcelona, Ariel Quincenal [artículos]
- Teatro y literatura en la sociedad barroca (1972), Barcelona, Crítica, 1990. ISBN 978-84-7423-434-3
- La cultura del Barroco. Análisis de una estructura histórica (1975), Barcelona, Ariel, 2002. ISBN 978-84-344-8339-2
- Utopía y contrautopía en "El Quijote" (1976), Visor Libros, 2006. ISBN 978-84-7522-793-1
- Poder, honor y élites en el siglo XVII (1979), Siglo XXI de España Editores, 1989. ISBN 978-84-323-0365-4
- Utopía y reformismo en la España de los Austrias (1982)
- Estudios de Historia del pensamiento español. Edad Media (1983), Agencia Española de Cooperación Internacional. ISBN 978-84-7232-313-1 [artículos].
- Estudios de Historia del pensamiento español. La época del Renacimiento (1984), Agencia Española de Cooperación Internacional. ISBN 978-84-7232-329-2 [artículos]
- Estudios de Historia del pensamiento español. El siglo del Barroco (1984), Agencia Española de Cooperación Internacional. ISBN 978-84-7232-335-3 [artículos]
- La literatura picaresca desde la historia social (1986), Madrid, Taurus. ISBN 978-84-306-1265-9
- Estudios de la historia del pensamiento español (siglo XVIII) (1991), introducción y compilación de [Mª Carmen Iglesias]. Madrid, Biblioteca Mondadori. ISBN 84-397-1781-4 [artículos]
- Teoría del Estado en España en el siglo XVII (1997), Centro de Estudios Políticos y Constitucionales. ISBN 978-84-259-1020-3
- Escritos de historia militar (2007), Ministerio de Defensa, Centro de Publicaciones. ISBN 978-84-923067-6-3